# Unidad Visión Venezuela
Unidad Visión Venezuela (UVV) es un partido político venezolano que se identifica como liberal moderno. Su secretario general es Omar Ávila.

## Posiciones políticas
El partido se considera enmarcado dentro del pensamiento liberal moderno. Reconoce la libertad negativa como «fuente originaria de la autonomía», a su vez también reconoce la necesidad de los mecanismos de mercado; sin embargo, el partido afirma que el libre mercado por sí solo no asegura la justicia y que en ausencia de instituciones fuertes profundiza las desigualdades.
Por su parte, Tony Tovar, miembro de la dirección nacional, ha definido el partido como «liberal-capitalista»; sin embargo, reconoce que el capitalismo no es una ideología sino simplemente un estadio económico. De igual manera, Tovar ha señalado que «el socialismo es un fracaso», aunque reconoce que algunos sectores socialistas que defienden el aceleracionismo pretenden, según Tovar, «acelerar» el desarrollo capitalista para alcanzar una sociedad superior cercana al ideal socialista.
Actualmente, el partido es contrario al abstencionismo que promueven otras instancias de la oposición venezolana. En cambio, Unidad Visión Venezuela defiende el voto como mecanismo en contra de Nicolás Maduro. Asimismo, su líder Omar Ávila aunque acepta las sanciones individuales contra funcionarios gubernamentales, rechaza las sanciones generales que afecten la economía venezolana.

## Historia
En las elecciones presidenciales de 2006, el partido aportó 12 938 votos (0,11 %) para el candidato opositor Manuel Rosales. Anteriormente denominado simplemente «Visión Venezuela», en julio de 2012 adquirió su denominación actual al anteponer la palabra «Unidad». En las elecciones presidenciales de 2012 aportó 131 169 votos (0,88 %) para Henrique Capriles. En 2015 su secretario Omar Ávila es electo diputado de cuarto puesto en la lista de Miranda en las elecciones parlamentarias de ese año.
En 2020, Omar Ávila fue acusado por parte de la dirigencia de la coalición opositora Mesa de la Unidad Democrática de realizar un acto ilegal al juramentarse como diputado bajo la directiva paralela de la Asamblea Nacional de Luis Parra, dado de que su curul ya se encontraba ocupado, siendo Ávila cuarto suplente en lista.
En 2024, el partido decidió apoyar a José Brito como candidato presidencial.